# Claudiu Keșerü
Claudiu Andrei Keșerü (Oradea, 2 december 1986) is een Roemeens voormalig voetballer die doorgaans speelde als spits. Tussen 2002 en 2023 was hij actief voor Bihor Oradea, FC Nantes, FC Libourne, Tours, Angers, Bastia, Steaua Boekarest, Al-Gharafa, Loedogorets, opnieuw Steaua Boekarest en UT Arad. Keșerü maakte in 2013 zijn debuut in het Roemeens voetbalelftal en kwam uiteindelijk tot vijfenveertig interlandoptredens, met daarin dertien doelpunten.

## Clubcarrière
Keșerü komt uit de jeugdopleiding van Bihor Oradea en speelde vijftien wedstrijden voor zijn club in de Liga II. In 2003 werd hij gekocht door het Franse FC Nantes. Hij speelde eerst vooral in het tweede team, maar na verloop van tijd mocht hij vaker optreden in de Ligue 1. Hij speelde vier jaar voor Nantes; in die jaren degradeerde hij (2007) en promoveerde de club een jaar later. Tussentijds werd hij nog verhuurd aan FC Libourne, Tours en Angers. Die laatste club trok hem in 2010 definitief aan en hij speelde uiteindelijk meer dan honderd wedstrijden voor Angers.
Op 19 juni 2013 tekende Keșerü voor Bastia voor twee jaar. Een half jaar later verkaste de spits echter al; hij werd aangetrokken door Steaua Boekarest. Op 15 augustus 2014 baarde de aanvaller opzien door in een wedstrijd tegen Pandurii Târgu Jiu voor rust een hattrick te maken en dat na rust te herhalen. Door zijn zes doelpunten won Steaua dan ook met 6–0. Vervolgens vertrok de spits in februari 2015 naar Al-Gharafa. Bij deze club bleef Keșerü een halfjaar, alvorens hij tekende bij Loedogorets, waar hij voor drie jaar tekende. In maart 2018 werd zijn verbintenis opengebroken en verlengd tot medio 2020. Medio 2021 volgde een overstap naar Steaua Boekarest. Een jaar later keerde hij terug naar Roemenië, waar UT Arad zijn nieuwe club werd. In augustus 2023 besloot Keșerü op zesendertigjarige leeftijd een punt te zetten achter zijn actieve loopbaan.

## Interlandcarrière
Keșerü debuteerde voor het Roemeens voetbalelftal op 11 oktober 2013. Op die dag werd een WK-kwalificatieduel met Andorra met 0–4 gewonnen. De spits mocht van bondscoach Victor Pițurcă in de basis beginnen en werd na een uur spelen gewisseld voor Ciprian Marica. Drie minuten voor rust had Keșerü al de score geopend voor Roemenië.
| Interlands van Claudiu Keserü voor Roemenië | Interlands van Claudiu Keserü voor Roemenië | Interlands van Claudiu Keserü voor Roemenië | Interlands van Claudiu Keserü voor Roemenië | Interlands van Claudiu Keserü voor Roemenië | Interlands van Claudiu Keserü voor Roemenië | Interlands van Claudiu Keserü voor Roemenië |
| №                                           | Datum                                       | Wedstrijd                                   | Uitslag                                     | Soort wedstrijd                             | Goals                                       |                                             |
| Als speler bij Bastia                       | Als speler bij Bastia                       | Als speler bij Bastia                       | Als speler bij Bastia                       | Als speler bij Bastia                       | Als speler bij Bastia                       | Als speler bij Bastia                       |
| ------------------------------------------- | ------------------------------------------- | ------------------------------------------- | ------------------------------------------- | ------------------------------------------- | ------------------------------------------- | ------------------------------------------- |
| 1                                           | 11 oktober 2013                             | Andorra – Roemenië                          | 0 – 4                                       | WK 2014 kwalificatie                        | 42'                                         |                                             |
| Als speler bij Steaua Boekarest             |                                             |                                             |                                             |                                             |                                             |                                             |
| 2                                           | 14 november 2014                            | Roemenië – Noord-Ierland                    | 2 – 0                                       | EK 2016 kwalificatie                        |                                             |                                             |
| 3                                           | 18 november 2014                            | Roemenië – Denemarken                       | 2 – 0                                       | Vriendschappelijk                           | 53' 59'                                     |                                             |
| Als speler bij Al-Gharafa                   |                                             |                                             |                                             |                                             |                                             |                                             |
| 4                                           | 29 maart 2015                               | Roemenië – Faeröer                          | 1 – 0                                       | EK 2016 kwalificatie                        | 21'                                         |                                             |
| 5                                           | 13 juni 2015                                | Noord-Ierland – Roemenië                    | 0 – 0                                       | EK 2016 kwalificatie                        |                                             |                                             |
| Als speler bij Loedogorets                  |                                             |                                             |                                             |                                             |                                             |                                             |
| 6                                           | 4 september 2015                            | Hongarije – Roemenië                        | 0 – 0                                       | EK 2016 kwalificatie                        |                                             |                                             |
| 7                                           | 7 september 2015                            | Roemenië – Griekenland                      | 0 – 0                                       | EK 2016 kwalificatie                        |                                             |                                             |
| 8                                           | 8 oktober 2015                              | Roemenië – Finland                          | 1 – 1                                       | EK 2016 kwalificatie                        |                                             |                                             |
| 9                                           | 17 november 2015                            | Italië – Roemenië                           | 2 – 2                                       | Vriendschappelijk                           |                                             |                                             |
| 10                                          | 23 maart 2016                               | Roemenië – Litouwen                         | 1 – 0                                       | Vriendschappelijk                           |                                             |                                             |
| 11                                          | 25 mei 2016                                 | Congo-Kinshasa – Roemenië                   | 1 – 1                                       | Vriendschappelijk                           |                                             |                                             |
| 12                                          | 29 mei 2016                                 | Roemenië – Oekraïne                         | 3 – 4                                       | Vriendschappelijk                           |                                             |                                             |
| 13                                          | 3 juni 2016                                 | Roemenië – Georgië                          | 5 – 1                                       | Vriendschappelijk                           | 87'                                         |                                             |
| 14                                          | 15 juni 2016                                | Roemenië – Zwitserland                      | 1 – 1                                       | EK 2016                                     |                                             |                                             |
| 15                                          | 4 september 2016                            | Roemenië – Montenegro                       | 1 – 1                                       | WK 2018 kwalificatie                        |                                             |                                             |
| 16                                          | 8 oktober 2016                              | Armenië – Roemenië                          | 0 – 5                                       | WK 2018 kwalificatie                        |                                             |                                             |
| 17                                          | 11 november 2016                            | Roemenië – Polen                            | 0 – 3                                       | WK 2018 kwalificatie                        |                                             |                                             |
| 18                                          | 26 maart 2017                               | Roemenië – Denemarken                       | 0 – 0                                       | WK 2018 kwalificatie                        |                                             |                                             |
| 19                                          | 5 oktober 2017                              | Roemenië – Kazachstan                       | 3 – 1                                       | WK 2018 kwalificatie                        | 73'                                         |                                             |
| 20                                          | 8 oktober 2017                              | Denemarken – Roemenië                       | 1 – 1                                       | WK 2018 kwalificatie                        |                                             |                                             |
| 21                                          | 9 november 2017                             | Roemenië – Turkije                          | 2 – 0                                       | Vriendschappelijk                           |                                             |                                             |
| 22                                          | 24 maart 2018                               | Israël – Roemenië                           | 1 – 2                                       | Vriendschappelijk                           |                                             |                                             |
| 23                                          | 27 maart 2018                               | Roemenië – Zweden                           | 1 – 0                                       | Vriendschappelijk                           |                                             |                                             |
| 24                                          | 7 september 2018                            | Roemenië – Montenegro                       | 0 – 0                                       | UEFA Nations League C                       |                                             |                                             |
| 25                                          | 10 september 2018                           | Roemenië – Servië                           | 2 – 2                                       | UEFA Nations League C                       |                                             |                                             |
| 26                                          | 11 oktober 2018                             | Litouwen – Roemenië                         | 1 – 2                                       | UEFA Nations League C                       |                                             |                                             |
| 27                                          | 14 oktober 2018                             | Roemenië – Servië                           | 0 – 0                                       | UEFA Nations League C                       |                                             |                                             |
| 28                                          | 17 oktober 2018                             | Roemenië – Litouwen                         | 3 – 0                                       | UEFA Nations League C                       | 47'                                         |                                             |
| 29                                          | 20 november 2018                            | Montenegro – Roemenië                       | 0 – 1                                       | EK 2020 kwalificatie                        |                                             |                                             |
| 30                                          | 23 maart 2019                               | Zweden – Roemenië                           | 2 – 1                                       | EK 2020 kwalificatie                        | 58'                                         |                                             |
| 31                                          | 26 maart 2019                               | Roemenië – Faeröer                          | 4 – 1                                       | EK 2020 kwalificatie                        | 29' 32'                                     |                                             |
| 32                                          | 7 juni 2019                                 | Noorwegen – Roemenië                        | 2 – 2                                       | EK 2020 kwalificatie                        | 76' 90'                                     |                                             |
| 33                                          | 10 juni 2019                                | Malta – Roemenië                            | 0 – 4                                       | EK 2020 kwalificatie                        |                                             |                                             |
| 34                                          | 5 september 2019                            | Roemenië – Spanje                           | 1 – 2                                       | EK 2020 kwalificatie                        |                                             |                                             |
| 35                                          | 8 september 2019                            | Roemenië – Malta                            | 1 – 0                                       | EK 2020 kwalificatie                        |                                             |                                             |
| 36                                          | 12 oktober 2019                             | Faeröer – Roemenië                          | 0 – 3                                       | EK 2020 kwalificatie                        | 94'                                         |                                             |
| 37                                          | 15 november 2019                            | Roemenië – Zweden                           | 0 – 2                                       | EK 2020 kwalificatie                        |                                             |                                             |
| 38                                          | 8 oktober 2020                              | IJsland – Roemenië                          | 2 – 1                                       | EK 2020 kwalificatie                        |                                             |                                             |
| 39                                          | 11 oktober 2020                             | Noorwegen – Roemenië                        | 4 – 0                                       | UEFA Nations League B                       |                                             |                                             |
| 40                                          | 14 oktober 2020                             | Roemenië – Oostenrijk                       | 0 – 1                                       | UEFA Nations League B                       |                                             |                                             |
| 41                                          | 25 maart 2021                               | Roemenië – Noord-Macedonië                  | 3 – 2                                       | WK 2022 kwalificatie                        |                                             |                                             |
| 42                                          | 28 maart 2021                               | Roemenië – Duitsland                        | 0 – 1                                       | WK 2022 kwalificatie                        |                                             |                                             |
| 43                                          | 31 maart 2021                               | Armenië – Roemenië                          | 3 – 2                                       | WK 2022 kwalificatie                        |                                             |                                             |
| 44                                          | 2 juni 2021                                 | Roemenië – Georgië                          | 1 – 2                                       | Vriendschappelijk                           |                                             |                                             |
| Als speler bij Steaua Boekarest             |                                             |                                             |                                             |                                             |                                             |                                             |
| 45                                          | 11 oktober 2021                             | Roemenië – Armenië                          | 1 – 0                                       | WK 2022 kwalificatie                        |                                             |                                             |

## Erelijst
| Competitie           |                  |                                                      |                  |                  |
| Competitie           | Aantal           | Jaren                                                |                  |                  |
| Steaua Boekarest     | Steaua Boekarest | Steaua Boekarest                                     | Steaua Boekarest | Steaua Boekarest |
| -------------------- | ---------------- | ---------------------------------------------------- | ---------------- | ---------------- |
| Liga 1               | 2                | 2013/14, 2014/15                                     |                  |                  |
| Cupa României        | 1                | 2014/15                                              |                  |                  |
| Loedogorets          |                  |                                                      |                  |                  |
| Parva Liga           | 6                | 2015/16, 2016/17, 2017/18, 2018/19, 2019/20, 2020/21 |                  |                  |
| Bulgaarse Supercup   | 2                | 2018, 2019                                           |                  |                  |
| Individueel          |                  |                                                      |                  |                  |
| Topscorer Parva Liga | 3                | 2016/17, 2017/18, 2020/21                            |                  |                  |